# Philippe Monod (physicien)
Cet article concerne le physicien. Pour le résistant, voir Philippe Monod (résistant).
Pour les articles homonymes, voir Monod.
Philippe Monod est un physicien français, né en 1939, spécialiste des propriétés électroniques des métaux. Il est directeur de recherche honoraire du laboratoire photon et matière de l'ESPCI ParisTech.

## Biographie
Philippe Monod est le fils du biologiste Jacques Monod et d'Odette Monod-Bruhl, archéologue et orientaliste. Il a épousé Marie-Thérèse (Zazie) Béal-Monod, théoricienne de la matière condensée.
Directeur de recherche au CNRS, Philippe Monod met en place et dirige l'équipe de recherche sur la supraconductivité à haute température critique à l'ENS rue Lhomond avant de rejoindre le laboratoire photon et matière de l'ESPCI ParisTech en 2000. Il étudie notamment la résonance paramagnétique électronique et les propriétés de magnétisme des métaux. En 1980, il mesure directement les fluctuations des moments magnétiques de composés du type « verre de spin » avec son étudiante Hélène Bouchiat et met ainsi en évidence un nouveau bruit thermodynamique.

## Distinctions
- 1977 : prix Louis-Ancel décernés par la SFP et la Physical Society[5].
- 2005 : prix Holweck